# Епархия Йоро
Епархия Йоро (лат. Dioecesis Yorensis) — епархия Римско-Католической церкви с центром в городе Йоро, Гондурас. Епархия Йоро входит в митрополию Сан-Педро-Сулы. Кафедральным собором епархии Йоро является церковь Пресвятой Девы Марии.

## История
19 сентября 2005 года Римский папа Бенедикт XVI издал буллу «Ad efficacius», которой учредил епархию Йоро, выделив её из архиепархии Тегусигальпы.

## Ординарии епархии
- епископ Jean-Louis Giasson P.M.E.[1] (19.09.2005 — 21.01.2014);
- епископ Héctor David García Osorio (3.07.2014 — 3.07.2025 — назначен епископом Санта-Роса-де-Копана).

## Источник
- Annuario Pontificio, Libreria Editrice Vaticana, Città del Vaticano, 2003, ISBN 88-209-7422-3
- Булла Ad efficacius, AAS 97 (2005), стр. 938 (лат.)